# 树园站
树园站位于中国陕西省渭南市临渭区向阳街办树园村，于1958年启用，为西安铁路局管辖的陇海铁路上四等站。树园站东距连云港站1015公里，西距兰州站744公里。